# Heart Shaped World (альбом Криса Айзека)
Heart Shaped World (рус. Мир в форме сердца) — третий студийный альбом американского рок-н-ролл музыканта Криса Айзека, был выпущен в 1989 году и стал его альбомом-прорывом.
Сингл «Wicked Game» попал в американский топ-10 и стал самой известной песней Айзека. Альбом достиг максимального уровня продаж в США и ему был присвоен мультиплатиновый статус от RIAA за тираж более 2 000 000 экземпляров в мае 1996 года.

## Список композиций
Все песни написаны Крисом Айзеком, за исключением отмеченных.
1. «Heart Shaped World» — 3:26
2. «I’m Not Waiting» — 3:15
3. «Don’t Make Me Dream About You» — 3:30
4. «Kings of the Highway» — 4:44
5. «Wicked Game» — 4:46
6. «Blue Spanish Sky» — 3:57
7. «Wrong to Love You» — 4:17
8. «Forever Young» — 3:20
9. «Nothing’s Changed» — 4:05
10. «In the Heat of the Jungle» — 6:20
11. «Diddley Daddy» (Bo Diddley/Harvey Fuqua) — 4:05

## В записи участвовали

### Состав группы
- Крис Айзек — гитара, вокал
- Джеймс Уисли — гитара
- Кенни Дэйл Джонсон — ударные, вокал
- Роланд Сэлли — бас-гитара, вокал

### Другие музыканты
- Прейри Принс
- Фрэнк Мартин
- Пит Скатурро
- Кристин Уолл
- Синтия Ллойд
- Крис Солберг
- Джони Хааструп

## Позиции в хит-парадах
Годовые чарты:
| Хит-парад (1991)            | Позиция |
| --------------------------- | ------- |
| Канада (RPM Top Albums/CDs) | 28      |